# Olosa Colles
Gli Olosa Colles sono una struttura geologica della superficie di Venere.